# Breisgau

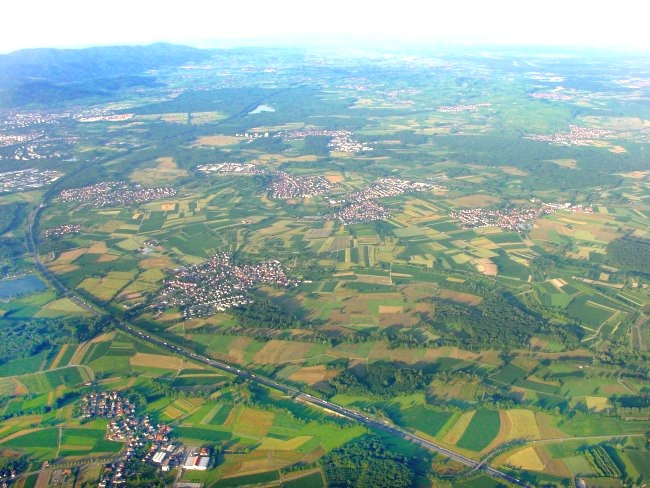
Flygfoto över Breisgau - söderut över städerna väster om Freiburg

Breisgau är ett landskap i det tyska förbundslandet Baden-Württemberg.

## Historia

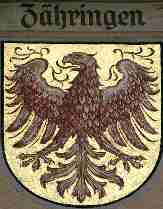
Släkten Zähringens vapen

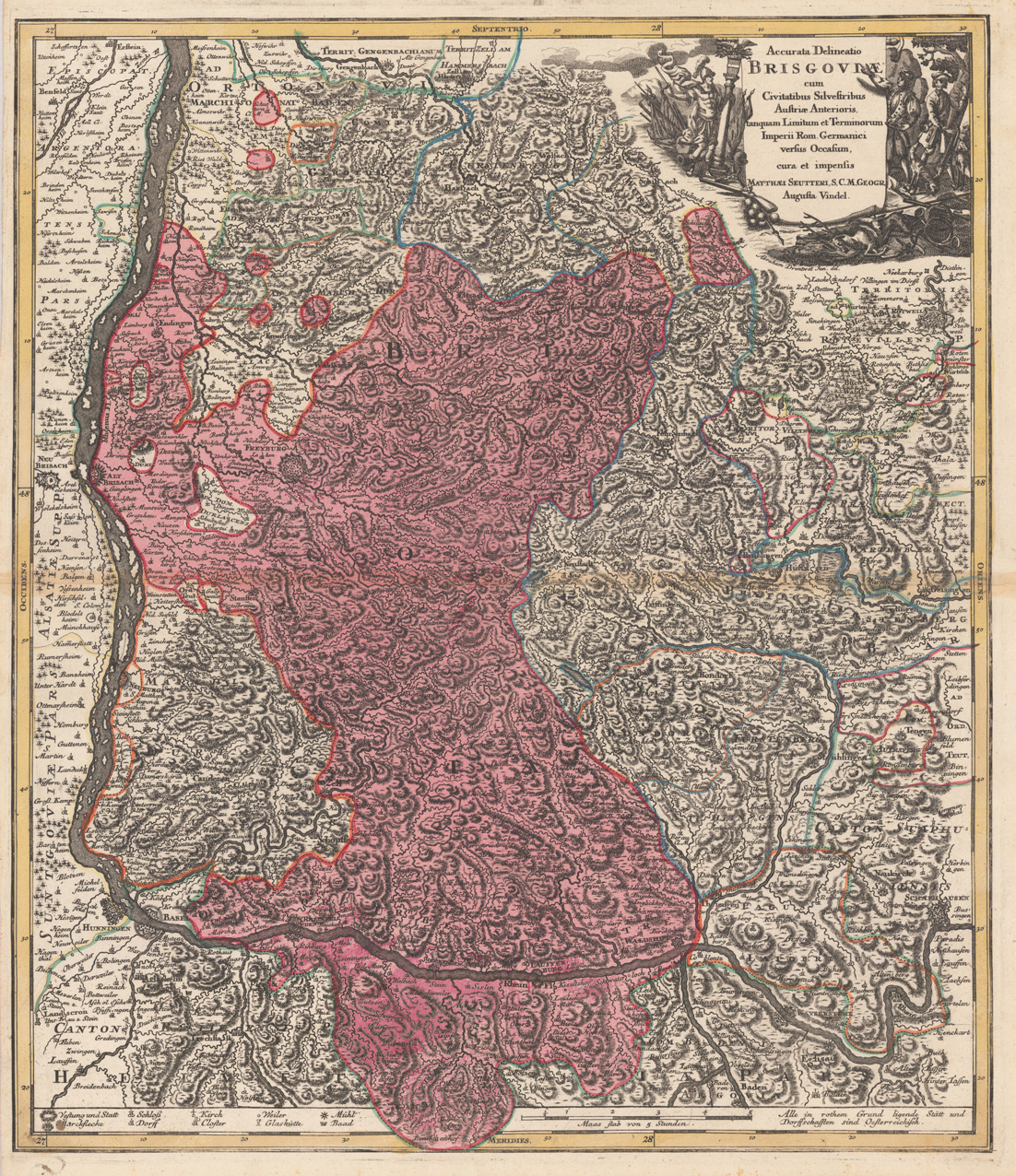
Historisk karta över Breisgau (1720)

Breisgau tillhörde först hertigarna av Zähringen och kom efter den hertigliga grenens utgång på svärdssidan 1218 dels till markgrevarna av Baden, dels till grevarna av Kyburg och Urach. Genom den siste grevens av Kyburg arvdotter Hedvigs giftermål med konung Rudolf av Habsburgs fader kom en del av Breisgau till habsburgska huset, som 1340 av greven av Urach köpte huvudstaden Freiburg im Breisgau och småningom förvärvade nästan hela landet, så att Baden endast hade några små delar. I freden i Lunéville 1801 avträdde Österrike Breisgau till hertigen av Modena, efter vilkens död i oktober 1803 hans måg, ärkehertig Ferdinand av Österrike, fick landet såsom administratör och kort därefter som hertig. I freden i Pressburg (Bratislava) 1805 måste han avträda det till Baden och Württemberg, vilket mot ersättning 1810 avstod sin andel till Baden.